# Rasa de la Por
La Rasa de la Por és un torrent afluent per la dreta de la Riera de l'Hospital que realitza tot el seu curs pel termem municipal de Montmajor, al Berguedà.

## Xarxa hidrogràfica
La xarxa hidrogràfica de la Rasa de la Por està integrada per dos cursos fluvials: el mateix torrent i la Rasa dels Bullidors, un afluent per la dreta de 310 m. de longitud